# Сухопутные войска Грузии
Сухопутные войска (груз. საქართველოს სახმელეთო ჯარები) — один из видов вооружённых сил Грузии.

## Задачи
- Защита территориальной целостности Грузии;
- Законодательство, вооруженные силы и/или страны-партнеры, международные многонациональные силы, участвующие в совместных миротворческих, гуманитарных и других видах тренировок и операций;
- Международные договоры и соглашения, обязательства по участию в;
- Компетенция сотрудничества государственных и негосударственных структур;
- Министр обороны и начальник генерального штаба в правовых актах указали на другие задачи по обеспечению готовности.

## Миротворческие миссии
Сухопутные войска Грузии принимали участие в трёх миротворческих миссиях под эгидой НАТО в Косово, Афганистане и Ираке. Участие Грузии в миротворческих миссиях сопровождалось её стремлением к вхождению в НАТО.

## Организационный состав
Согласно официальным данным Министерства обороны Грузии в состав Сухопутных войск входят пять пехотных бригад, две артиллерийские бригады, инженерная бригада, авиационная бригада, бригада ПВО, два лёгких пехотных батальона, а также вспомогательные подразделения и части.
| Название формирования                        | Вооружение и оснащение | Дислокация |
| -------------------------------------------- | ---------------------- | ---------- |
| 1-я пехотная бригада                         | нет данных             | Тбилиси    |
| 2-я пехотная бригада                         | нет данных             | Сенаки     |
| 3-я пехотная бригада                         | нет данных             | Кутаиси    |
| 4-я пехотная бригада                         | нет данных             | Вазиани    |
| 5-я пехотная бригада                         | нет данных             | Гори       |
| 1-я артиллерийская бригада                   | нет данных             | Вазиани    |
| 2-я артиллерийская бригада                   | нет данных             | Хони       |
| Инженерная бригада                           | нет данных             | Тбилиси    |
| Авиационная бригада                          | нет данных             |            |
| Бригада ПВО                                  | нет данных             |            |
| 12-й батальон лёгкой пехоты «Командо»        | нет данных             | Адлия      |
| 13-й батальон лёгкой пехоты «Шавнабада»      | нет данных             | Адлия      |
| Отдельный батальон связи                     | нет данных             | Сагурамо   |
| Отдельный батальон радиотехнической разведки | нет данных             | Кобулети   |
| Отдельный медицинский батальон               | нет данных             | Сагурамо   |

## Боевой состав
- 1-я пехотная бригада (груз. მე-I ქვეითი ბრიგადა)

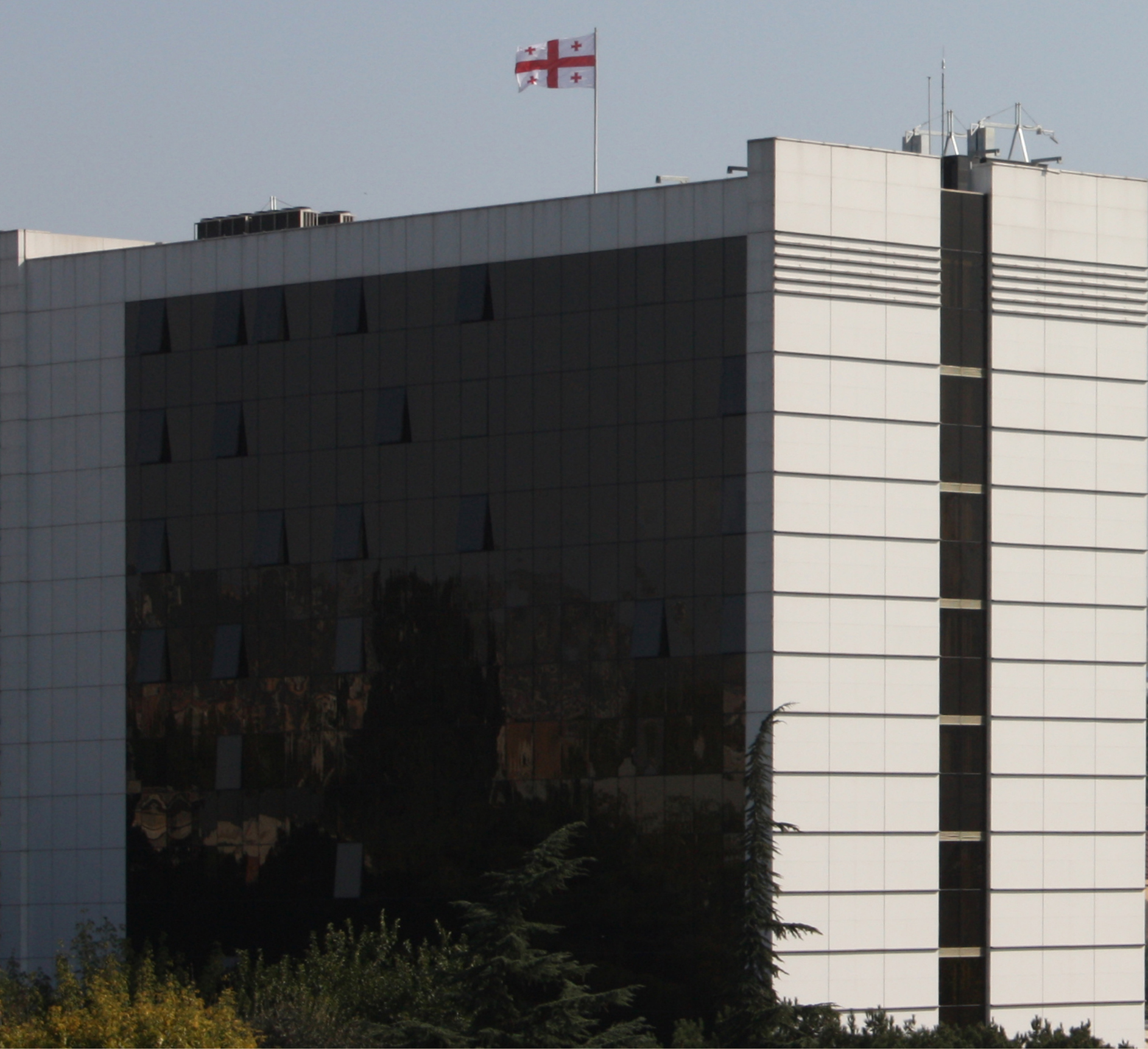
Здание Министерства обороны Грузии

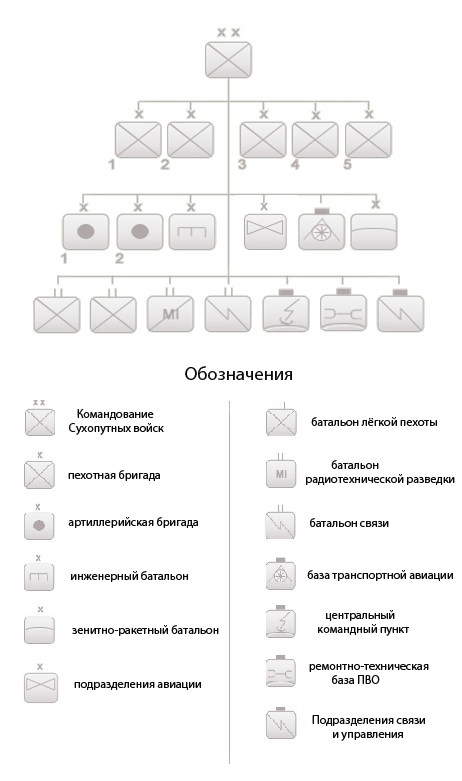
Организационный состав Сухопутных войск Грузии

  - 11-й пехотный батальон (груз. მე-11 ქვეითი ბატალიონი)
  -  12-й пехотный батальон (груз. მე-12 ქვეითი ბატალიონი)
  - 13-й пехотный батальон (груз. მე-13 ქვეითი ბატალიონი)
- 2-я пехотная бригада (груз. მე-II ქვეითი ბრიგადა)
  - 21-й пехотный батальон (груз. 21-ე ქვეითი ბატალიონი)
  - 22-й пехотный батальон (груз. 22-ე ქვეითი ბატალიონი)
  -  23-й пехотный батальон (груз. 23-ე ქვეითი ბატალიონი)
- 3-я пехотная бригада (груз. მე-III ქვეითი ბრიგადა)
  -  31-й пехотный батальон (груз. 31-ე ქვეითი ბატალიონი)
  -  32-й пехотный батальон (груз. 32-ე ქვეითი ბატალიონი)
  -  33-й пехотный батальон (груз. 33-ე ქვეითი ბატალიონი)
- 4-я пехотная бригада (груз. მე-IV ქვეითი ბრიგადა)
  -  41-й пехотный батальон (груз. 41-ე ქვეითი ბატალიონი)
  -   42-й пехотный батальон (груз. 42-ე ქვეითი ბატალიონი)
  -  43-й пехотный батальон (груз. 43-ე ქვეითი ბატალიონი)
- 5-я пехотная бригада (груз. მე-V ქვეითი ბრიგადა)
  - 51-й пехотный батальон (груз. 51-ე ქვეითი ბატალიონი)
  - 52-й пехотный батальон (груз. 52-ე ქვეითი ბატალიონი)
  - 53-й пехотный батальон (груз. 53-ე ქვეითი ბატალიონი)
- 12-й батальон лёгкой пехоты «Командо» (груз. მე-12 ქვეითი ბატალიონი, «კომანდო»)
- 13-й батальон лёгкой пехоты «Шавнабада» (груз. მე-13 ქვეითი ბატალიონი, «შავნაბადა»)
- 1-я артиллерийская бригада (груз. 1-ლი საარტილერიო ბრიგადა)
- 2-я артиллерийская бригада (груз. მე-2 საარტილერიო ბრიგადა)
- Инженерная бригада
- Авиационная бригада
  - Авиационная эскадрилия
  - Вертолётная эскадрилия
- Бригада ПВО
- Отдельный батальон связи

## Общая численность
По состоянию на 2020 год, численность сухопутных войск Грузии составляла 20650 военнослужащих, на вооружении имелось 143 основных танков, 950 единиц бронетехники, 71 буксируемой артиллерии и 67 самоходной, 37 РСЗО, 65 миномёта, не менее 200 единиц ПУ ПТУР.

## Вооружение
| Тип                         | Изображение | Производство      | Назначение                                      | Количество | Примечания                                        |
| Танки                       | Танки       | Танки             | Танки                                           | Танки      | Танки                                             |
| --------------------------- | ----------- | ----------------- | ----------------------------------------------- | ---------- | ------------------------------------------------- |
| T-72Б Т-72SIM1 Т-72АМТ      |             | СССР Чехословакия | Основной боевой танк                            | 100        |                                                   |
| Т-55АМ2                     |             | СССР Чехословакия | Основной боевой танк                            | 23         | Большая часть на хранении.                        |
| Боевые бронированные машины |             |                   |                                                 |            |                                                   |
| БМП-1                       |             | СССР              | БМП                                             | 36         |                                                   |
| БМП-2                       |             | СССР              | БМП                                             | 78         |                                                   |
| МТ-ЛБ                       |             | СССР              | Бронетранспортёр                                | 66         |                                                   |
| БТР-80                      |             | СССР              | Бронетранспортёр                                | 19         |                                                   |
| БТР-70                      |             | СССР              | Бронетранспортёр                                | 25         |                                                   |
| EJDER                       |             | Турция            | Бронетранспортёр                                | 65         |                                                   |
| Otokar Cobra                |             | Турция            | БТР                                             | 300        |                                                   |
| M1151 Humvee M1151A1 Humvee |             | США               | Вездеход                                        | 110 10     | переданы для участия в международной миссии ISAF. |
| Дидгори-1 Дидгори-2         |             | Грузия            | Бронетранспортёр Боевая разведывательная машина | более 40   |                                                   |
| Дидгори-3                   |             | Грузия            | Бронетранспортёр                                | 3+         |                                                   |
| Волф                        |             | Израиль           | Бронетранспортёр                                | +50        |                                                   |
| Кугуар                      |             | США               | Бронетранспортёр                                | 10         |                                                   |

| Тип                      | Изображение | Производство | Назначение                   | Количество           | Примечания               |
| РСЗО                     | РСЗО        | РСЗО         | РСЗО                         | РСЗО                 | РСЗО                     |
| ------------------------ | ----------- | ------------ | ---------------------------- | -------------------- | ------------------------ |
| Lynx GradLAR             |             | Израиль      | 122-мм РСЗО                  | 6                    | Стоят на шасси Mercedes. |
| RM-70                    |             | Чехословакия | 122-мм РСЗО                  | 18                   |                          |
| БМ-21 «Град»             |             | СССР         | 122-мм РСЗО                  | 13                   |                          |
| Самоходная артиллерия    |             |              |                              |                      |                          |
| vz.77 «Дана»             |             | Чехословакия | 152-мм САУ                   | 32                   |                          |
| 2C19 «Мста-С»            |             | СССР         | 152-мм САУ                   | 1                    |                          |
| 2С3 «Акация»             |             | СССР         | 152-мм САУ                   | 13                   |                          |
| 2С7 «Пион»               |             | СССР         | 203-мм САУ                   | 1                    |                          |
| 2С1 «Гвоздика»           |             | СССР         | 122-мм САУ                   | 20                   |                          |
|                          |             |              |                              |                      |                          |
| Буксируемые гаубицы      |             |              |                              |                      |                          |
| Д-30                     |             | СССР         | 122-мм гаубица               | 58                   |                          |
| 2А65 «Мста-Б»            |             | СССР         | 152-мм гаубица               | 10                   |                          |
| 152-мм «Гиацинт-Б»       |             | СССР         | 152-мм пушка                 | 3                    |                          |
| Противотанковое средства |             |              |                              |                      |                          |
| FGM-148 Javelin          |             | США          | ПТРК                         | 72 ед. и 410 ракет   |                          |
| «Комбат»                 |             | Украина      | 125-мм ПТУР                  | Некоторое количество |                          |
| 9К111 «Фагот»            |             | СССР         | ПТУР                         | Некоторое количество |                          |
| 9К111-1 «Конкурс»        |             | СССР         | ПТУР                         | Некоторое количество | В составе БМП-1, БМП-2.  |
| МТ-12                    |             | СССР         | 100-мм противотанковая пушка | ≈40                  |                          |
| Миномёт                  |             |              |                              |                      |                          |
| 2С12 «Сани»              |             | СССР         | 120-мм возимый миномёт       | 14                   |                          |
| M75                      |             | Югославия    | 120-мм миномёт               | 33                   |                          |
| M120                     |             | Израиль      | 120-мм миномёт               | 18                   |                          |

| Тип                                          | Изображение                      | Производство                     | Наименование                      | Количество                       | Примечания                       |
| Беспилотные летательные аппараты             | Беспилотные летательные аппараты | Беспилотные летательные аппараты | Беспилотные летательные аппараты  | Беспилотные летательные аппараты | Беспилотные летательные аппараты |
| -------------------------------------------- | -------------------------------- | -------------------------------- | --------------------------------- | -------------------------------- | -------------------------------- |
| Elbit Hermes 450                             |                                  | Израиль                          | разведывательный БПЛА             | +1                               |                                  |
| Переносные зенитно-ракетный комплексы        |                                  |                                  |                                   |                                  |                                  |
| Стрела-2М                                    |                                  | СССР                             |                                   | некоторое количество             | вероятно не в боевой готовности  |
| Стрела-3                                     |                                  | СССР                             |                                   | некоторое количество             |                                  |
| Игла (переносной зенитный ракетный комплекс) |                                  | СССР                             |                                   | 2000                             |                                  |
| Grom                                         |                                  | Польша                           | ПЗРК                              | 30-50                            |                                  |
| Зенитные ракетные комплексы                  |                                  |                                  |                                   |                                  |                                  |
| 9К35 Стрела-10                               |                                  | СССР                             | ЗРК ближнего действия             | некоторое количество             |                                  |
| РЛС                                          |                                  |                                  |                                   |                                  |                                  |
| «Кольчуга-М»                                 |                                  | Украина                          | станция радиотехнической разведки | некоторое количество             | 4 станции поставлены в 2008 году |

## Знаки различия

### Генералы и офицеры
| Категории               | Генералы      | Генералы           | Генералы          | Генералы          | Старшие офицеры | Старшие офицеры      | Старшие офицеры | Младшие офицеры | Младшие офицеры   | Младшие офицеры | Младшие офицеры    |
| ----------------------- | ------------- | ------------------ | ----------------- | ----------------- | --------------- | -------------------- | --------------- | --------------- | ----------------- | --------------- | ------------------ |
|                         |               |                    |                   |                   |                 |                      |                 |                 |                   |                 |                    |
| Грузинское звание       | გენერალი      | გენერალ ლეიტენანტი | გენერალ მაიორი    | ბრიგადის გენერალი | პოლკოვნიკი      | ლეიტენანტ პოლკოვნიკი | მაიორი          | კაპიტანი        | უფროსი ლეიტენანტი | ლეიტენანტი      | უმცროსი ლეიტენანტი |
| Российское соответствие | Генерал армии | Генерал-полковник  | Генерал-лейтенант | Генерал-майор     | Полковник       | Подполковник         | Майор           | Капитан         | Старший лейтенант | Лейтенант       | Младший лейтенант  |

### Сержанты и рядовые
| Категории               | Подофицеры        | Подофицеры        | Подофицеры          | Сержанты и старшины | Сержанты и старшины | Сержанты и старшины | Сержанты и старшины | Солдаты | Солдаты                  | Солдаты               | Солдаты |
| ----------------------- | ----------------- | ----------------- | ------------------- | ------------------- | ------------------- | ------------------- | ------------------- | ------- | ------------------------ | --------------------- | ------- |
|                         |                   |                   |                     |                     |                     |                     |                     |         |                          |                       | нет     |
| Грузинское звание       | მთავარი სერჟანტი  | ბრიგადის სერჟანტი | ბატალიონის სერჟანტი | მასტერ სერჟანტი     | უფროსი სერჟანტი     | სერჟანტი            | უმცროსი სერჟანტი    | კაპრალი | პირველი კლასის ეფრეიტორი | მე-2 კლასის ეფრეიტორი | რიგითი  |
| Российское соответствие | Старший прапорщик | Прапорщик         | нет                 | Старшина            | Старший сержант     | Сержант             | Младший сержант     | нет     | нет                      | Ефрейтор              | Рядовой |

## Перспективы развития
Против военных поставок в Грузию в первые месяцы после войны в Грузии выступала российская сторона (две попытки эмбарго), но эти усилия не увенчались успехом и Грузия возобновила переговоры о поставках вооружений (и обучении своих военнослужащих) из-за рубежа. Тем не менее отсутствуют достоверные, а тем более официальные данные о количестве закупаемого Грузией вооружения после войны августа 2008 года. Известно лишь то, что основным поставщиком оружия в Грузию остаются США, контракт с которыми был подписан в конце 2009 или в начале 2010 года. По другой информации, Грузия к началу лета 2010 года (то есть по прошествии двух лет со времени войны) уже восстановила свой потенциал, превышающий довоенный уровень. Если эта информация соответствует действительности, то следует полагать, что восстановлены прежде всего объекты инфраструктуры и непосредственно количество вооружений, в то время как обучение личного состава, боевые части которого, как показали события августа 2008 года, были деморализованы наступлением российских войск, займёт более длительный период.